# Tetrahydrogestrinon
Tetrahydrogestrinon, THG – organiczny związek chemiczny, steryd anaboliczny o działaniu zbliżonym do testosteronu.
Tetrahydrogestrinon został po raz pierwszy otrzymany przez Patricka Arnolda. THG nie występuje naturalnie w organizmie człowieka i początkowo nie był wykrywany przez standardowe testy antydopingowe.
Informacje o tym środku pojawiły się publicznie po tym, jak trener lekkoatletyczny, Trevor Graham, w czerwcu 2003 r. przekazał anonimowo substancję do biura Amerykańskiej Agencji Antydopingowej, co zapoczątkowało śledztwo w tym kierunku. Wykazało ono, iż źródłem THG jest amerykańskie laboratorium BALCo.
Używanie THG udowodniono wielu słynnym sportowcom (m.in. Marion Jones, Dwain Chambers, Tim Montgomery).